# زیست‌تراشه
زیست‌تراشه (Biochip): 

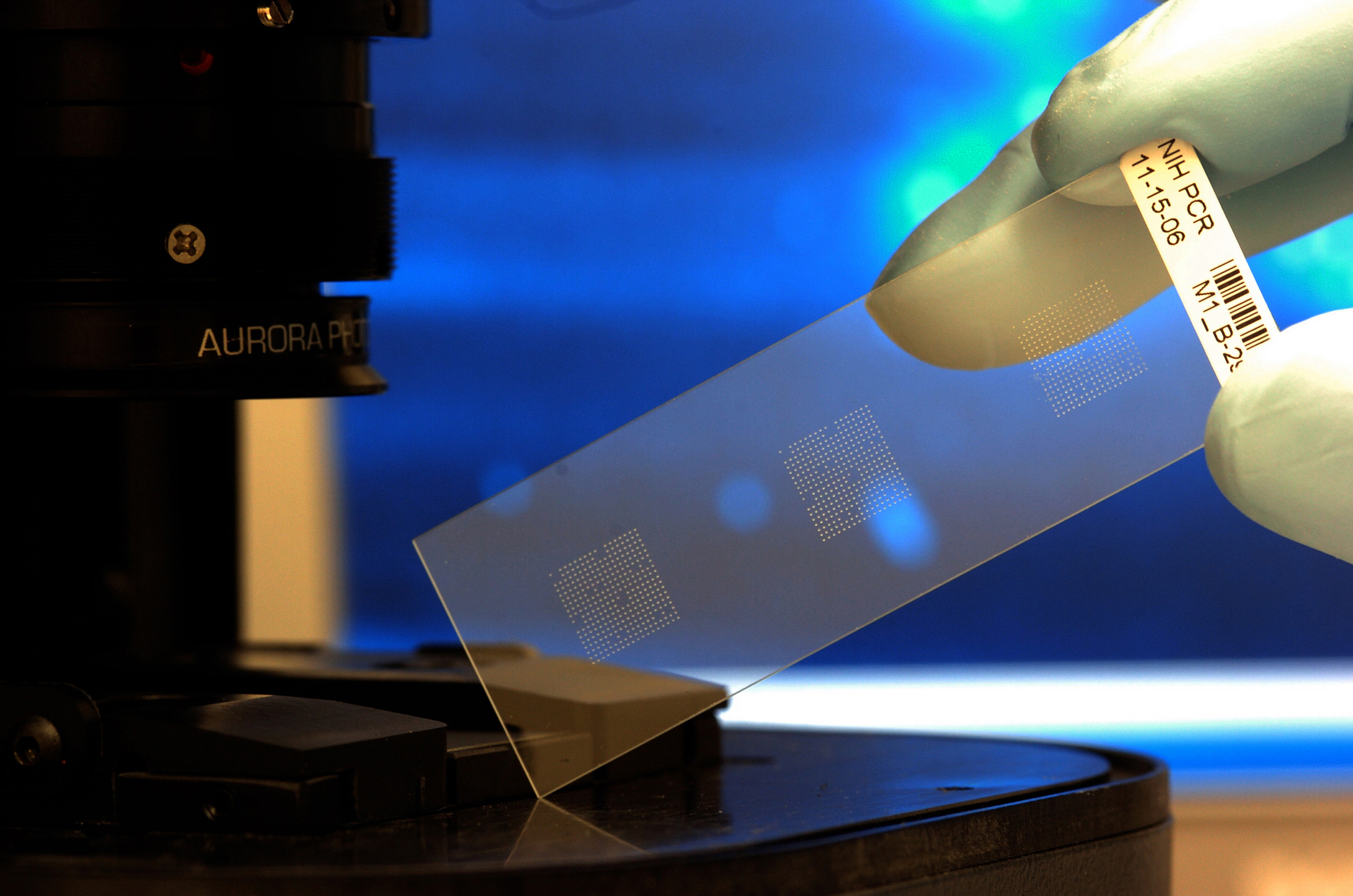
زیست تراشه.هر زیست تراشه صدها تا هزاران قطره ژل روی یک شیشه، پلاستیک یا تکیه گاه غشایی دارد.

۱. نوعی تراشه که قرار است به جای تراشه‌های سیلیسی به کار رود؛ در مدارهای اصلی این تراشه‌ها که هنوز مراحل آزمایشگاهی خود را می‌گذرانند، از مولکول‌های زنده یا پروتئین‌ها استفاده می‌شود و در نتیجه انرژی مصرفی آن‌ها نزدیک به صفر خواهد بود ۲. در مهندسی پزشکی، نوعی تراشه که در بدن موجود زنده کار گذاشته می‌شود و می‌تواند از طریق برق‌کاف‌ها به تبادل اطلاعات با اندام‌های زنده بپردازد.
ریز تراشه زیستی در اولین بررسی یک دستگاه نیمه‌رسانا است که برپایه ساختار DNA تولید می‌شود. در بدن انسان DNA زنجیره مولکول‌های به یکدیگر متصلند که عامل انتقال وراثت و نشانه‌گذاری محسوب می‌شوند. تراشه سازان به یک ماده‌ای نیاز دارند که سرعت زیادی داشته باشد. DNA خیلی شبیه به یک سخت دیسک کامپیوتر است که اطلاعات ثابت را ذخیره می‌کند. DNA با تراشه کامپیوتر ترکیب شده و سرعت محاسبه را زیاد می‌کند. از لحاظ سرعت جدا از کامپیوترهایی هستند که تراشه آن از سیلیکون است. با مقدار کم DNA، کامپیوتر می‌تواند ۱۰ تریلیون بایت اطلاعات نگه دارد و در هر زمان۱۰ تریلیون محاسبه انجام دهد. این دستگاه کوچک در تعاریف نظری شامل مدارات مجتمع (IC) بر پایه (زیرساختار) مولکول‌های آلی یا ارگان‌های حیاتی هستند. دو گروه عمده برای ریزتراشه‌های زیستی در نظر گرفته می‌شود: گروه اول، یک دستگاه کوچک متشکل از مولکول‌های آلی بزرگ (مانند پروتئین‌ها) هستند که قدرت و توان اجرایی انجام عملیات (ذخیره داده‌ها، کنترل فرایند) همانند یک کامپیوتر الکترونیکی را دارند و گروه دیگر، یک دستگاه ظریف با توانایی اجرایی سریع و فوری، برای واکنش شیمیایی در ابعاد کوچک در راستای دستیابی و تشخیص زنجیره‌های ژن، آلودگی محیطی، مسمومیت‌های هوایی یا سایر مشتقات بیوشیمی به کار می‌رود. پیشرفت‌های ریزتراشه‌ها عامل اصلی رشد سریع صنایع بیوتکنولوژی است که باعث گسترش تحقیقات علمی در زمینه ژن‌شناسی و پروتئین‌شناسی و… شده‌است. از دیگر مزایای این تولیدات، دستیابی دانشمندان به روش‌های جدید برای درک صحیح از تولیدات بیوشیمی پیچیده، اتفاقات و واکنش‌های داخل سلولی و نیز درک و درمان بیماری‌های انسان است. این امر باعث رونق بازار و صنعت تولیدات ریز تراشه‌های زیستی شده‌است.

تاریخچه ریزتراشه‌های زیستی

پیشرفت و ترقی ریز تراشه‌ها دارای تاریخ طولانی است. از اوایل شناخت فناوری حسگرها، یکی از اولین حسگرهای قابل حمل حسگرهای شیمیایی بودند. از آن جمله، الکترود شیشه‌ای PH که در سال ۱۹۲۲ توسط هاگس [�]، ۱۹۲۲ اختراع شد و برای اندازه گیری میزان PH بر اساس اختلاف پتانسیل یون هیدروژن طراحی شده بود. سال‌ها بعد حسگرهای یون پتاسیم و اکسیژن نیز اختراع شد. اما DNA در سال ۱۹۵۳ مورد توجه واتسون و کریک قرار گرفت و مسیر جدیدی در حسگرها ایجاد کرد. رشد سریع در دو شاخه بیوشیمی و نیمه رساناها باعث تولید ریزتراشه زیستی در سال ۱۹۹۰ شد. هرچند که با تولیدات امروزی فاصله زیادی داشت اما شروع یک حرکت جدید در تولید DNA چیپ‌ها و ژن چیپ‌ها شد. امروزه انواع بسیاری از فناوری ریزتراشه‌های زیستی وجود دارد که در حال پیشرفت یا آغاز نسل نوین هستند. در این نسل DNA, RNA، پروتئین‌ها و حتی سلول‌های زنده به عنوان حسگر در ریز تراشه‌های زیستی به کار گرفته می‌شوند. ارزش‌های مادی و کاربردهای این حسگرهای کوچک باعث رونق بازار آن‌ها شده‌است.

انواع ریزتراشه‌های زیستی

ا گسترش و تولیدات ابزارهای نیرومند و دقیق در تولید ریزتراشه‌ها، امروزه هر دسته از این دستگاه‌های ریز و بسیار ریز Nano (ِ Macro) برای اهدافی خاص طراحی و تولید می‌شوند. اگرچه همه آن‌ها از لحاظ نظری دارای یک ریشه واحد هستند. در ادامه به معرفی مهم‌ترین دسته‌ها و کاربردشان به اختصار پرداخته شده‌است.
ریزتراشه‌های DNA (DNA Chips)

این دسته از ریزتراشه‌های زیستی که وسیع‌ترین و پرکاربردترین دستگاه‌های ریزاندازه در دانش پزشکی هستند و بر اساس استفاده از DNA و rNA طراحیو تولید می‌شوند، اغلب آن‌ها را با DNA میکـرو آرایه (DNA microarray) می‌شناسند. ریزتراشه DNA، به‌طور گسترده، افزایش تعداد ژن‌هایی که قادر به مطالعه در یک آزمایش هستند. همچنین ایجاد سری‌های خاص و پیوند زنی قدرت این ریزتراشه را در آنالیزهای ژنی افزایش داده‌است.
ریز تراشه‌های پروتینی (Protein Chips)

ساختار ریزتراشه‌های پروتینی یا آرایه‌های پروتینی همانند ریزتراشه‌های DNA است با این تفاوت که نقش اصلی را پروتئین‌ها در عملیات بیولوژی و ارگان‌های اصلی بازی می‌کند. این ریزتراشه‌ها معمولاً برای آسیب‌شناسی انسانی در داروشناسی به کار رفته و اساس تحقیقات بیولوژی محسوب می‌شوند. بی گمان ریزتراشه‌های پروتینی، یکی از مهم‌ترین روش‌های ایمنی سنجی (immunoassays) و آنتی‌بادی (anti body) در سطح تشخیصات کلینیکی است. ریزتراشه‌های پروتینی در تشخیص اثر دارویی (Drug discovery) و آزمایش مسمومیت (toxicological testing) کاربردهای فراوان دارد.

ریزتراشه‌های الکترونیکی و الکتروشیمیایی
electrochemical Chips ِ Electronic

ریزتراشه‌های الکترونی برای ردیابی تغییرات در خواص الکتـریکی با استفـاده از پیوند زنی DNA)DNA hybridization) و محصور سازی پروتئین به صورت مطالعاتی و پژوهشی به کار می‌روند. حسگرهای انتقال دهنده سیگنال‌های الکتریکی بیو مولکولی و سلولی که برای تحلیل‌های آنالیتیک مورد استفاده قرار می‌گیرند، از جمله کاربردهای این دسته هستند. اصولاً، این حسگرها برای کشف و آشکارسازی الکتروشیمیایی فعال ازجمله رنگ‌های آلی (organic dyes)، ترکیبات فلزی، آنزیم‌ها یا نانوذرات فلزی مناسب هستند (شکل ۳.) برای این دسته سه گروه فعالیت و کاربرد در نظر گرفته می‌شود:
1. اندازه‌گیری جریان (amperometry): که برای اندازه‌گیری میزان جریان الکتریکی در نرخ انتقال الکترون در فرایندهای اکسایش - کاهش به کار می‌رود.
2. اندازه‌گیری پتانسیل (potentiometry): که برای اندازه‌گیری میزان تغییرات پتانسیل در الکترودها با توجه به یون‌ها واکنش‌های شیمیایی داخلی به کار می‌رود.
3. اندازه گیری نارسانایی (impedimetry): که برای اندازه‌گیری میزان هدایت و رسانندگی در محیط بین دو الکترود اتفاق می‌افتد، به کار می‌رود.[۲]

Lab-on-Chip

اصول LOC بر اساس تجمع‌سازی تمامی دستگاهای ضروری در یک ریزتراشه برای نمایش ترکیبات بیوشیمی پیچیده و فرایندهای شیمیایی (که معمولاً با حجم زیاد تجهیزات آزمایشگاهی انجام شده) است. درساختار LOCها، کانال‌های کم عرض، پمپ‌ها، اتاقک‌های سخت با دستگاه‌های الکترونی و نوری، حسگرها و محرک‌ها برای اجرای مراحل چندگانه برنامه‌ها می‌تواند وجود داشته باشد. گستره فعالیت و کاربرد این ریزتراشه زیستی، در تمامی فضاهای کاری ریز اندازه از پروتئین‌شناسی و ژنتیک تا اطلاعات زیستی است.

سیستم مرتب‌سازی سلولی Cell sorting system()
برای کشف و آشکارسازی سلول از دو روش مرتب‌سازی و شمارش سلولی استفاده می‌شود. روش مبتنی بر LOC دارای قابلیت تکثیرپذیری و تفکیک‌پذیری مناسب در ابعاد سلولی با قطر ۶/۰میکرو متر است. بیشترین تمرکز کاری بر روی جایگزینی مرسوم اتاقک سیال با دستگاه‌هایی با ابعاد کوچک (ریزتولیدات) است. ازاین‌رو سلول‌ها، ذرات و معرف‌ها می‌توانند به وسیله فشار، حرکت ذرات معلق نارسنا بر اثر جریان و نفوذپذیر الکتریکی دستکاری شوند.
آنالیز شمیایی و زیستی (Chemical and biological analysis)

ریزتراشه‌های زیستی که مبنای آنالیزهای شیمیایی اند شامل تحلیل روند تزریق(FIA) و نیز تحلیل مولکول‌های زیستی است. رنگ نگاری گازی و مایعی (LC, GC) و نیز الکتروفورز مویین (capillary electrophoresis) از جمله این روش‌ها در آزمایشگاه‌ها است.